# Goudkapdwergspecht
De goudkapdwergspecht (Picumnus aurifrons) is een vogel uit de familie Picidae (spechten).

## Verspreiding en leefgebied
Deze soort komt voor in het Amazonebekken en telt zeven ondersoorten:
- P. a. aurifrons: noordelijk Mato Grosso (centraal Brazilië).
- P. a. transfasciatus: van de Tapajósrivier tot de Tacantinsrivier (noordoostelijk Brazilië).
- P. a. borbae: van de benedenloop van de Madeirarivier tot de benedenloop van de Tapajósrivier (het noordelijke deel van Centraal-Brazilië).
- P. a. wallacii: van de benedenloop van de Purusrivier tot de bovenloop van de Madeirarivier (het westelijke deel van Centraal-Brazilië).
- P. a. purusianus: de bovenloop van de Purusrivier (westelijk Brazilië).
- P. a. flavifrons: noordoostelijk Peru en noordwestelijk Brazilië.
- P. a. juruanus: de bovenloop van de Juruárivier (oostelijk Peru en westelijk Brazilië).

## Status
De grootte van de populatie is niet gekwantificeerd maar de soort wordt omschreven als tamelijk algemeen. Op de Rode lijst van de IUCN heeft deze soort de status niet bedreigd.